# Роберт-Орри Торкельссон
Роберт-Орри Торкельссон (исл. Róbert Orri Þorkelsson; род. 3 апреля 2002, Рейкьявик) — исландский футболист, защитник клуба «Викингур» и сборной Исландии.

## Клубная карьера
Торкельссон — воспитанник клуба «Афтурелдинг». В 2018 году он дебютировал за основной состав. В 2020 году Торкельссон перешёл в «Брейдаблик». 21 июня в матче против «Филькира» он дебютировал в чемпионате Исландии. 27 сентября в поединке против «Валюра» Роберт забил свой первый гол за «Брейдаблик». В 2021 году Торкельссон перешёл в канадский «Клёб де Фут Монреаль». 10 марта в поединке Лиги чемпионов КОНКАКАФ против мексиканского «Крус Асуль» Роберт дебютировал за основной состав. 12 марта в матче против «Нью-Йорк Сити» он дебютировал в MLS. В 2024 году Торкельссон на правах аренды перешёл в норвежский «Конгсвингер». 15 апреля в матче против «Эгерсунна» он дебютировал в Первой лиге Норвегии.
В 2025 году Торкельссон вернулся на родину, подписав контракт с клубом «Викингур». 28 апреля в матче против «Валюра» он дебютировал за новую команду.

## Международная карьера
В 2019 году в составе юношеской сборной Исландии Торкельссон принял участие в юношеском чемпионате Европы в Ирландии. На турнире он сыграл в матчах против команд России, Венгрии и Португалии.
6 ноября 2022 года в товарищеском матче против сборной Саудовской Аравии Финнссон дебютировал за сборную Исландии.